# Madinat al-Hareer
Madinat al-Hareer (in arabo مدينة الحرير‎? "Città della seta") è una futura città di 250 km2 (62.000 acri) nella regione di Subiya, nel Kuwait settentrionale. In fase di costruzione, includerebbe un grattacielo chiamato, Burj Mubārak al-Kabīr, una riserva naturale di 2 km2, un'area duty-free situata nei pressi di un nuovo aeroporto, oltre ad un grande centro commerciale, un'area conferenze, aree ambientali, zone atletiche e aree che si concentreranno sui media, sulla salute, sull'istruzione e sull'industria. La città della seta comprenderà anche numerose attrazioni turistiche, alberghi, centri termali e giardini pubblici. Sarà costruita in singole fasi, il cui completamento necessiterà di circa 25 anni. Il costo totale per la costruzione della città sarà di circa 25 miliardi di dinari kuwaitiani, pari a 94 mld di $ o 82 mld di €, al cambio del 19 ottobre 2017.

## Storia
Nel maggio 2014 venne confermato e depositato il progetto di Silk City. 
Nel giugno 2014 il governo del Kuwait ha approvato un decreto, creando un organismo responsabile dello sviluppo della futura città e di Boubyan Island. Il Kuwait ha anche firmato un accordo di cooperazione con la Cina per sviluppare sia la città che la sua area economica. Il 3 giugno 2014 venne approvato il progetto finale che sostituisce le proposte precedenti. Il Jaber Causeway, il ponte che collega il Kuwait a Silk City, è attualmente in costruzione.

## Design
L'attrazione principale di Madinat al-Hareer sarà il grattacielo, Burj Mubārak al-Kabīr. Se la città di seta verrà completata, includerà anche uno Stadio Olimpico, residenze, hotel e negozi di vendite al dettaglio. Nel complesso urbano potranno alloggiare fino a 700.000 persone che potranno fruire di 450.000 nuovi posti di lavoro. Il complesso sarà collegato alla città di Kuwait con un ponte di 23,5 km denominato, Jaber Bridge (in arabo جسر جابر‎?). La struttura dovrebbe diminuire i tempi di percorrenza dalla città a Madinat al-Hareer a 17 minuti, invece delle attuali un'ora e 30 minuti. Le immagini del progetto proposto sono state rese pubbliche il 30 marzo 2006.

## Burj Mubārak al-Kabīr
I grattacieli normalmente non superano i 80 piani a causa della quantità di spazio che sarebbe  necessario per la costruzione degli ascensori. Tuttavia, la torre di Mubarak al-Kabir sarà costituita con un numero molto maggiore di piani. Ciò richiederà ascensori a due o tre piani.
Un'altra sfida sarebbe rappresentata dall'immensa altezza dell'edificio, che lo rende vulnerabile ai venti più alti. Per far loro fronte, la torre è progettata come se fossero torri di bloccaggio, ognuna torcente a 45 gradi al fine di stabilizzarla. Inoltre, alettoni verticali seguiranno, su ogni bordo, l'intera lunghezza dell'edificio. Regolando le loro posizioni si reindirizzeranno i venti al fine di minimizzare le vibrazioni dell'intera struttura.
L'edificio comprende sette "quartieri", ognuno dei quali composto da 30 piani verticali, compresi, appartamenti, uffici e alberghi. I quartieri saranno collegato attraverso la costruzione di numerose "piazze" a quattro piani.
L'altezza prevista dell'edificio è di 1001 m, più elevata dell'attuale grattacielo più alto del mondo, gli 828 m del Burj Khalifa, ma più bassi delle altezze pianificate della Tokyo Mile Tower (in pianificazione, 1.700 m) e della Jeddah Tower (in costruzione, 1.005 m). Il completamento del grattacielo è previsto dopo la Jeddah Tower ma prima della Tokyo Sky Mile Tower.

## Bubiyan Port
A Madinat al-Hareer verrà costruito un grande porto per servire agli interessi dei principali paesi del Medio Oriente e dell'Asia, tra cui il Kuwait, l'Iraq e l'Iran. Inoltre, sarà uno dei porti marittimi più vicini all'Asia centrale.